# Skeleton-Intercontinentalcup 2008/09
Der Skeleton-Intercontinentalcup wurde in der Saison 2008/09 zum zweiten Mal ausgetragen. Er fungierte als Bindeglied zwischen dem Weltcup und den kontinentalen Rennserien Europacup und America’s Cup.
Die Startplätze wurden im Intercontinentalcup über nationale Quoten vergeben. Bei den Herren durften die Länder USA, Deutschland, Großbritannien und Kanada jeweils drei, Japan, Österreich, Russland, Lettland, Italien und Neuseeland zwei und alle restlichen Nationen einen Starter nominieren. Im Damenbereich durften auch die USA, Deutschland, Großbritannien und Kanada drei Starterinnen ins Rennen schicken, zwei Startplätze waren für Australien, Russland, die Schweiz und Japan vorgesehen. Alle übrigen Nationen hatten Anrecht auf einen Startplatz.

## Männer

### Veranstaltungen
| Datum             | Ort         | Sieger                          | Zweiter           | Dritter         |
| ----------------- | ----------- | ------------------------------- | ----------------- | --------------- |
| 4. Dezember 2008  | Calgary     | Michi Halilovic                 | Andy Wood         | Keith Loach     |
| 11. Dezember 2008 | Park City   | Michi Halilovic                 | Andy Wood         | Chris Type      |
| 12. Dezember 2008 | Park City   | Michi Halilovic                 | Chris Type        | Matthew Antoine |
| 19. Dezember 2008 | Lake Placid | Michi Halilovic Matthew Antoine | –                 | Andy Wood       |
| 23. Januar 2009   | Cesana      | Chris Type                      | Adam Pengilly     | Michi Halilovic |
| 24. Januar 2009   | Cesana      | Michael Douglas                 | Michi Halilovic   | Stefan Mörker   |
| 1. Februar 2009   | Igls        | Alexander Gassner               | David Swift       | David Lingmann  |
| 7. Februar 2009   | Königssee   | Adam Pengilly                   | Alexander Gassner | David Lingmann  |

### Männer-Einzelwertung
| Platz | Sportler             | Land                   | Punkte |
| ----- | -------------------- | ---------------------- | ------ |
| 1     | Michi Halilovic      | Deutschland            | 1100   |
| 2     | Chris Type           | Vereinigtes Königreich | 910    |
| 3     | Alexander Gassner    | Deutschland            | 895    |
| 4     | Michael Douglas      | Kanada                 | 875    |
| 5     | David Lingmann       | Deutschland            | 775    |
| 6     | Alexander Mutowin    | Russland               | 715    |
| 7     | David Swift          | Vereinigtes Königreich | 695    |
| 8     | Caleb Smith          | Vereinigte Staaten     | 665    |
| 9     | Grégory Saint-Géniès | Frankreich             | 650    |
| 10    | Stokes Aitken        | Vereinigte Staaten     | 561    |

## Frauen

### Veranstaltungen
| Datum             | Ort         | Sieger          | Zweiter              | Dritter         |
| ----------------- | ----------- | --------------- | -------------------- | --------------- |
| 4. Dezember 2008  | Calgary     | Darla Deschamps | Keslie Ann Tomlinson | Katharina Heinz |
| 11. Dezember 2008 | Park City   | Katharina Heinz | Kathleen Lorenz      | Donna Creighton |
| 12. Dezember 2008 | Park City   | Katharina Heinz | Kathleen Lorenz      | Carla Pavan     |
| 19. Dezember 2008 | Lake Placid | Amy Gough       | Donna Creighton      | Katharina Heinz |
| 23. Januar 2009   | Cesana      | Amy Gough       | Kathleen Lorenz      | Carla Pavan     |
| 24. Januar 2009   | Cesana      | Amy Gough       | Carla Pavan          | Kathleen Lorenz |
| 1. Februar 2009   | Igls        | Carla Pavan     | Amy Gough            | Maggie Davies   |
| 7. Februar 2009   | Königssee   | Sarah Sartor    | Katharina Heinz      | Eiko Nakayama   |

### Frauen-Einzelwertung
| Platz | Sportler             | Land                   | Punkte |
| ----- | -------------------- | ---------------------- | ------ |
| 1     | Katharina Heinz      | Deutschland            | 1030   |
| 2     | Amy Gough            | Kanada                 | 1015   |
| 3     | Donna Creighton      | Vereinigtes Königreich | 945    |
| 4     | Kathleen Lorenz      | Deutschland            | 890    |
| 5     | Carla Pavan          | Kanada                 | 880    |
| 6     | Darla Deschamps      | Kanada                 | 850    |
| 7     | Maggie Davies        | Vereinigtes Königreich | 785    |
| 8     | Anne O’Shea          | Vereinigte Staaten     | 780    |
| 9     | Katharine Eustace    | Neuseeland             | 593    |
| 10    | Keslie Ann Tomlinson | Vereinigte Staaten     | 585    |